# Richard Barry
Richard Barry (4 septembre 1919-28 avril 2013) est un homme politique irlandais du Fine Gael.

## Biographie
Il est patron de Pub avant d'entrer en politique, et se présente aux élections dans la circonscription de Cork Est en 1951, mais sans succès. Il est élu au Dáil Éireann lors d'une élection partielle en 1953 à la suite du décès du député travailliste Seán Keane. Il est réélu à chaque élection ultérieure jusqu'à sa retraite aux élections générales de 1981. À partir de 1961, il est élu dans la circonscription de Cork Nord-Est.
En 1973, il est nommé secrétaire parlementaire du ministre de la Santé sur proposition du Taoiseach Liam Cosgrave et sert jusqu'en 1977. Sa fille Myra Barry est élue lors d'une élection partielle en 1979 pour la même circonscription de Cork Nord-Est. C'est la seule fois où un parent et un enfant sont représentés dans la même circonscription au sein du même Dáil.